# Rio Canapiştea
O Rio Canapiştea é um rio da Romênia, afluente do Rio Pârâul Întors, localizado no distrito de Botoşani.